# Trotonotus crenulatus
Trotonotus crenulatus är en fjärilsart som beskrevs av George Thomas Bethune-Baker 1911. Trotonotus crenulatus ingår i släktet Trotonotus och familjen tandspinnare. Inga underarter finns listade i Catalogue of Life.